# Otto Kruger
Otto Kruger (Toledo, 6 settembre 1885 – Woodland Hills, 6 settembre 1974) è stato un attore statunitense.

## Biografia
Pronipote dell'ex-presidente del Sudafrica Paul Kruger, lavorò nel mondo dello spettacolo sin da bambino, fino al debutto a Broadway all'età di 15 anni. Divenne ben presto famoso e rivelò il suo talento in particolare per i personaggi di uomo cinico e di villain, ruoli che infatti interpretò spesso. 
L'esordio avvenne nel 1923, ma i ruoli davvero importanti giunsero negli anni trenta. Lo si ricorda nel ruolo del dottor Livesey ne L'isola del tesoro (1934), in quello del medico in La figlia di Dracula (1936), in Sabotatori (1942) di Alfred Hitchcock e soprattutto in Mezzogiorno di fuoco (1952), nel ruolo del giudice.
Dall'inizio degli anni cinquanta alternò il cinema con le apparizioni televisive, ritirandosi definitivamente dalle scene nel 1964.
Morì nel 1974, nel giorno del suo compleanno, per complicanze dovute a un ictus.

## Filmografia parziale

### Cinema
- When the Call Came, regia di Sidney M. Goldin (1915)
- Under the Red Robe, regia di Alan Crosland (1923)
- Ladies Not Allowed, regia di Joseph Santley (1932)
- Rinunzie (Gallant Lady), regia di Gregory La Cava (1933)
- L'idolo delle donne (The Prizefighter and the Lady), regia di W. S. Van Dyke e (non accreditato) Howard Hawks (1933)
- Sempre nel mio cuore (Ever in My Heart), regia di Archie Mayo (1933)
- Uomini in bianco (Men in White), regia di Richard Boleslawski (1934)
- L'isola del tesoro (Treasure Island) regia di Victor Fleming (1934)
- Incatenata (Chained), regia di Clarence Brown (1934)
- I due peccatori (Two Sinners), regia di Arthur Lubin (1935)
- La figlia di Dracula (Dracula's Daughter), regia di Lambert Hillyer (1936)
- Vendetta (They Won't Forget), regia di Mervyn LeRoy (1937)
- La grande barriera (The Barrier), regia di Lesley Selander (1937)
- Il vendicatore (I Am the Law), regia di Alexander Hall (1938)
- I gioielli della corona (The Gang's All Here), regia di Thornton Freeland (1939)
- Si riparla dell'uomo ombra (Another Thin Man), regia di W. S. Van Dyke (1939)
- Un uomo contro la morte (Dr. Ehrlich's Magic Bullet), regia di William Dieterle (1940)
- Sabotatori (Saboteur), regia di Alfred Hitchcock (1942)
- Amichevole rivalità (Friendly Enemies), regia di Allan Dwan (1942)
- Difendo mia figlia (Secrets of a Co-Ed), regia di Joseph H. Lewis (1942)
- Corregidor, regia di William Nigh (1943)
- Hitler's Children, regia di Edward Dmytryk e, non accreditato, Irving Reis (1943)
- Tarzan contro i mostri (Tarzan's Desert Mystery), regia di Wilhelm Thiele (1943)
- La taverna delle stelle (Stage Door Canteen), regia di Frank Borzage (1943)
- L'ombra del passato (Murder, My Sweet), regia di Edward Dmytryk (1944)
- Fascino (Cover Girl), regia di Charles Vidor (1944)
- The Jungle Captive, regia di Harold Young (1945)
- L'uomo meraviglia (Wonder Man), regia di H. Bruce Humberstone (1945)
- Il gigante di Boston (The Great John L.), regia di Frank Tuttle (1945)
- L'avventuriera di San Francisco (Allotment Wives), regia di William Nigh (1945)
- Duello al sole (Duel in the Sun), regia di King Vidor (1946)
- Lulù Belle, regia di Leslie Fenton (1947)
- Mondo equivoco (711 Ocean Drive), regia di Joseph M. Newman (1951)
- L'ambiziosa (Payment on Demand), regia di Curtis Bernhardt (1951)
- Rodolfo Valentino (Valentino), regia di Lewis Allen (1951)
- Mezzogiorno di fuoco (High Noon), regia di Fred Zinnemann (1952)
- Magnifica ossessione (Magnificent Obsession), regia di Douglas Sirk (1954)
- L'amante sconosciuto (Black Widow), regia di Nunnally Johnson (1954)
- Alamo (The Last Command), regia di Frank Lloyd (1955)
- Il colosso di New York (The Colossus of New York), regia di Eugène Lourié (1958)
- I segreti di Filadelfia (The Young Philadelphians), regia di Vincent Sherman (1959)
- Avventura nella fantasia (The Wonderful World of the Brothers Grimm), regia di Henry Levin, George Pal (1962)
- Donne, v'insegno come si seduce un uomo (Sex and the Single Girl), regia di Richard Quine (1964)

### Televisione
- Lights Out – serie TV, episodio 3x25 (1951)
- General Electric Theater – serie TV, episodi 2x09-3x09 (1953-1954)
- Scienza e fantasia (Science Fiction Theatre) – serie TV, episodi 1x06-1x11 (1955)
- Climax! – serie TV, episodi 2x43-4x01 (1956-1957)
- The Further Adventures of Ellery Queen – serie TV, episodio 1x03 (1958)
- L'uomo e la sfida (The Man and the Challenge) – serie TV, episodio 1x05 (1959)
- The Investigators – serie TV, episodio 1x05 (1961)
- Thriller – serie TV, episodio 2x15 (1962)
- Scacco matto (Checkmate) – serie TV, episodio 2x12 (1962)
- Bonanza – serie TV, episodio 4x17 (1963)
- The Dick Powell Show – serie TV, episodio 2x19 (1963)

## Doppiatori italiani
- Augusto Marcacci in Mezzogiorno di fuoco, L'amante sconosciuto
- Lauro Gazzolo in Magnifica ossessione, Il colosso di New York
- Giulio Panicali in Incatenata
- Stefano Sibaldi in Difendo mia figlia
- Gaetano Verna in Il gigante di Boston
- Ubaldo Lay in Sabotatori
- Sandro Ruffini in Rodolfo Valentino
- Amilcare Pettinelli in Alamo
- Arturo Dominici in I segreti di Filadelfia
- Gianni Marzocchi in Fascino (ridoppiaggio)